# Majtræ i Avernakø by
|  | Denne artikel er oprettet af botten Steenthbot ud fra en ekstern database. Den kan derfor have sproglige fejl eller mangler. Denne skabelon kan fjernes efter kontrol af indholdet. |

Majtræ i Avernakø by er en dansk dokumentarisk optagelse fra 1930.

## Handling
Avernakø i det sydsfynske øhav, 7. juni 1930.